# Житваторогски мирен договор
Житваторогският мирен договор (на унгарски: Zsitvatoroki béke; на словашки: Žitavský mier; на турски: Zitvatorok Anlaşması) е сключен на 11 ноември 1606 г. между Османската империя от една страна и Ерцхерцогство Австрия от друга – в лицето на престолонаследника на Свещената Римска империя – Матиас.
В днешния словашки Житваторог се слага край на Дългата война.
Договорът от Житваторог има две силни международноправни измерения – първо, по силата на клауза в който се предоставя правото на католиците да строят свои църкви в Османската империя, като и за първи път в историята австрийският монарх е наречен император.